# Z 8800
Z 8800 — французский двухэтажный электропоезд. Строился в 1982—1985 годах, для обслуживания пригородных железных дорог Парижа (линий Transilien и RER). Всего было построено 52 поезда. По состоянию на декабрь 2011 эксплуатируются все произведённые поезда.
Поезд является улучшенной версией Z 5300.
Z 8800 принадлежит семейству Z 2N. Также в это семейство входят Z 5600, Z 20500, Z 20900, Z 92050.